# Tylogonus miles
Tylogonus miles es una especie de araña saltarina del género Tylogonus, familia Salticidae. Fue descrita científicamente por Simon en 1903.
Habita en Venezuela.